# Geschützter Landschaftsbestandteil Bachschwinde mit Doline Brauckstück

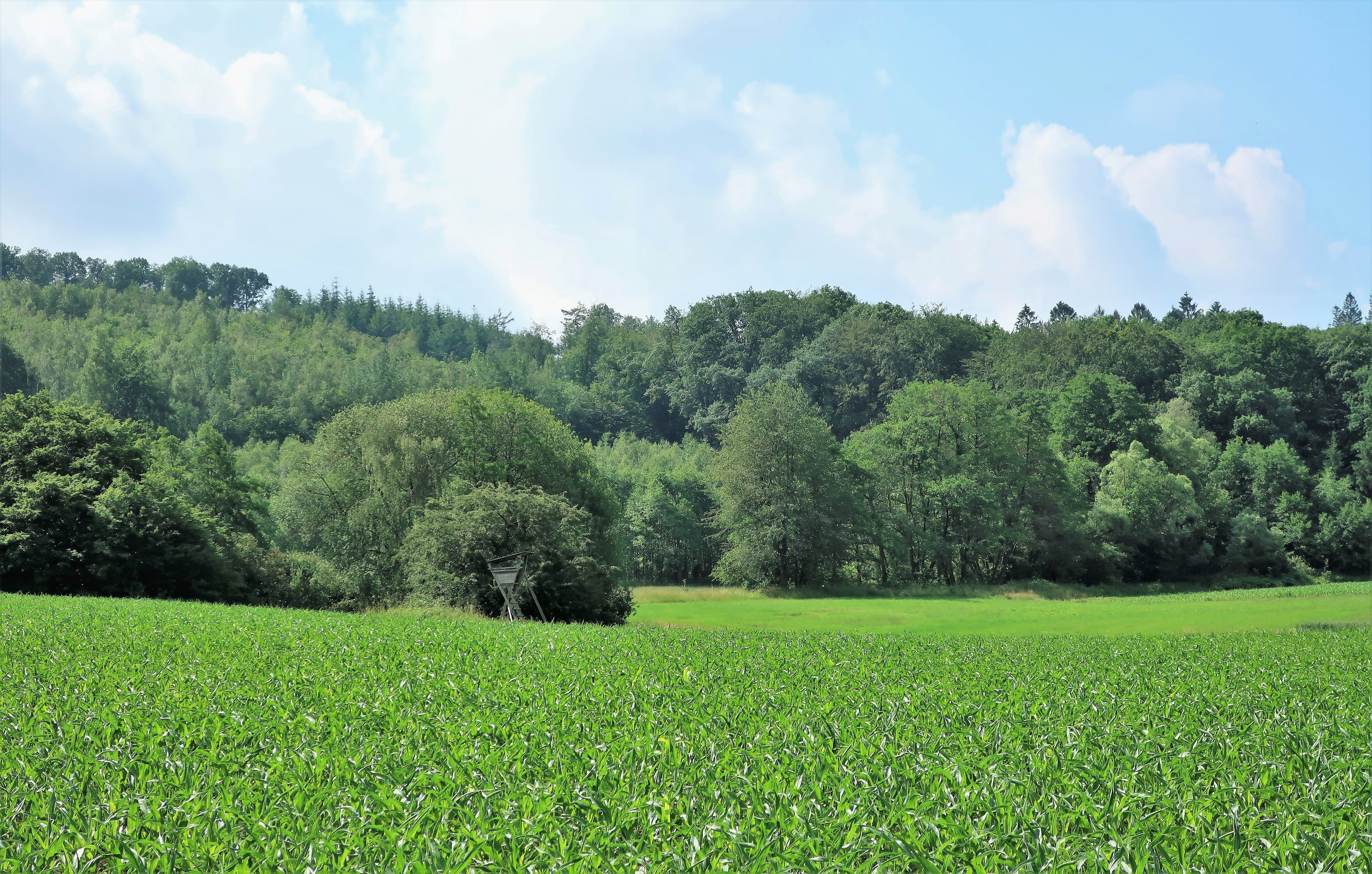
Geschützter Landschaftsbestandteil Bachschwinde mit Doline Brauckstück

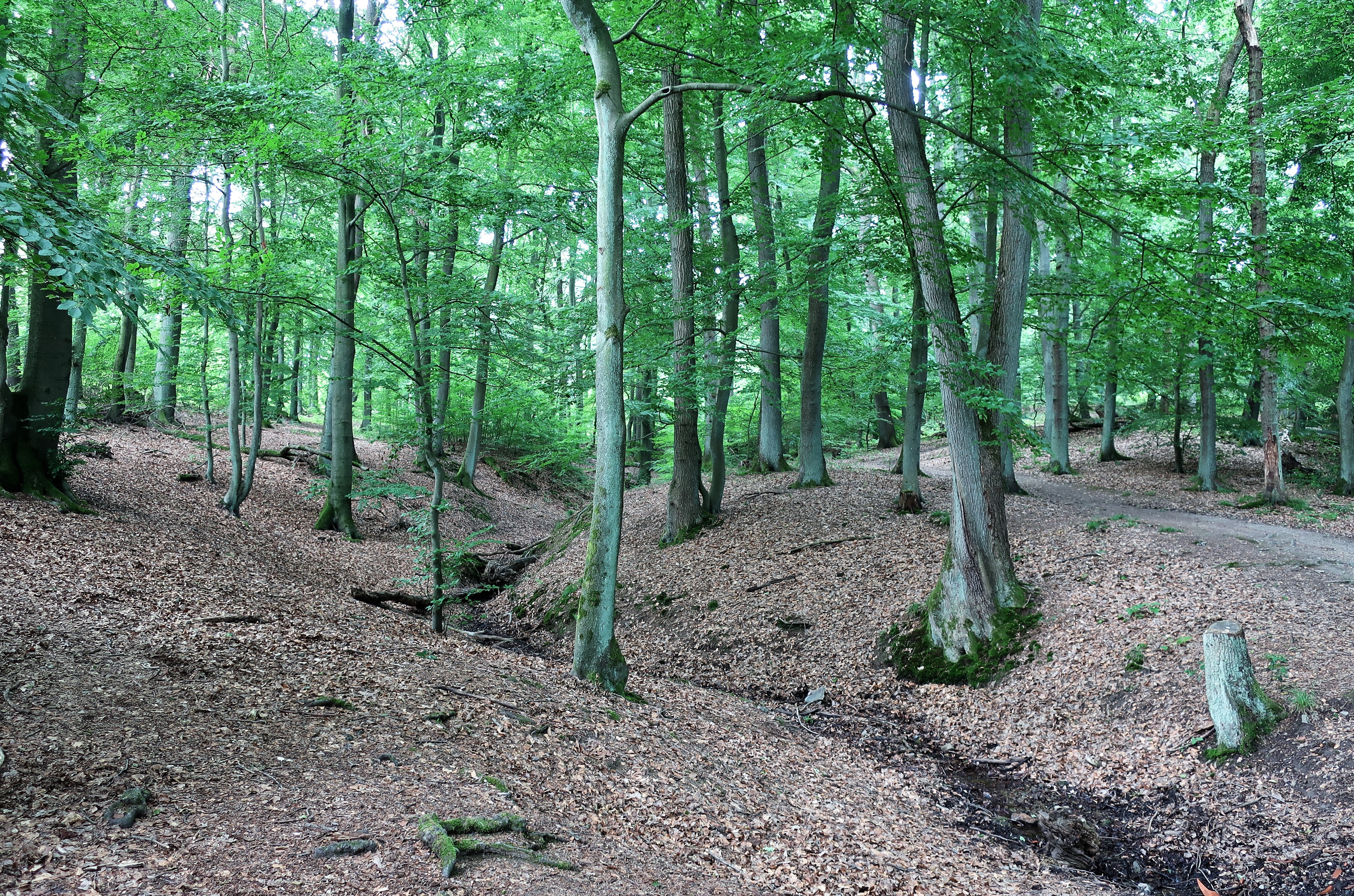
Bach im Brauckstück

Der Geschützte Landschaftsbestandteil Bachschwinde mit Doline Brauckstück mit einer Flächengröße von 3,74 ha liegt auf dem Gebiet der kreisfreien Stadt Hagen in Nordrhein-Westfalen. Der LB wurde 1994 mit dem Landschaftsplan der Stadt Hagen vom Stadtrat von Hagen ausgewiesen.

## Beschreibung
Beschreibung im Landschaftsplan: „Der geschützte Landschaftsbestandteil liegt südwestlich von Holthausen. Es handelt sich um einen Bachlauf von der Quelle bis zur Bachschwinde in einer teilweise mit Abfall verfüllten Doline des Massenkalkes. Die Quellzonen und der Oberlauf des Baches liegen in einem zum Teil naturnahen Laubmischwald, im weiteren Verlauf stehen bachbegleitende Gehölze. Der untere Bachabschnitt wurde verlegt und begradigt.“

## Schutzzweck
Laut Landschaftsplan erfolgte die Ausweisung „zur Sicherung der Leistungsfähigkeit des Naturhaushalts durch Erhalt eines Lebensraumes für die Lebensgemeinschaften der Quellzonen und Fließgewässer und ihrer charakteristischen Tier- und Pflanzenarten und zur Gliederung und Belebung des Landschaftsbildes durch Erhalt naturnaher Landschaftselemente und eines geowissenschaftlich bemerkenswerten Objektes.“